# Вегнер, Элин
Элин Матильда Элисабет Вегнер (швед. Elin Mathilda Elisabeth Wägner; 16 мая 1882, Лунд — 7 января 1949, Берг, Крунуберг) — шведская писательница, журналистка, педагог, эколог. Общественный деятель, организатор движения по защите и спасению детей, активистка феминистского и пацифистского движений; основатель группы Фогельстад. Член Шведской академии с 1944 года.

## Биография
Элин Вегнер родилась в 1882 году в Лунде. Её отцом был школьный директор; в трёхлетнем возрасте она лишилась матери. Когда отец повторно женился, Элин некоторое время жила с дядей, а потом переехала вместе с новой семьёй отца вначале в Нючёпинг, а затем в Хельсингборг.
Журналистская деятельность Вегнер началась в газете Helsingborgs Dagblad. Затем она переехала в Стокгольм и работала в известном женском журнале Idun. Позднее она стала первым редактором журнала Tidevarvet, издававшимся так называемой группой Фогельстад. Вегнер также сама много писала для этого журнала, в частности, о немецкой и английской литературе, этнологии и антропологии. Она также работала преподавателем в женской школе в Фогельстаде.
В 1910 году Вегнер вышла замуж за литературного критика Йона Ландквиста. В 1922 году супруги развелись, но продолжали поддерживать друг друга. Детей у них не было. На сестре Элин был женат Грегор Паульсон.
После развода Вегнер переехала из столицы в Смоланд и поселилась в деревне Берг к северу от Векшё. Неподалёку жила её подруга и соратница Флори Гате, с которой они вместе путешествовали: как по Смоланду, собирая материал для книги Вегнер «Tusen år i Småland», так и за пределы Швеции, в том числе в Москву и Ленинград в 1934 году.
Элин Вегнер умерла в 1949 году, гостя на ферме у Флори Гате. Причиной смерти стал рак желудка. Она была похоронена на Северном кладбище в Лунде. В 1990 году Гате основала Общество Элин Вегнер и организовала сбор средств, чтобы выкупить дом Вегнер, Lilla Björka. В настоящее время он принадлежит Обществу; в нём находится личная библиотека Вегнер.

## Общественная деятельность
Элин Вегнер была одной из наиболее известных суфражисток, деятелей движения за предоставление женщинам избирательного права в Швеции, инициатором создания Шведского общества за женское равноправие.
Наряду с Фредрикой Бремер, Вегнер является инициатором и наиболее важной и влиятельной деятельницей феминистского движения Швеции.
В ноябре 1919 года Элин Вегнер, Элен Пальмшерна и Герда Маркус создали в Швеции первую в стране организацию по защите и спасению детей под названием «Редда Барнен» (шведское отделение «Международного союза помощи детям»).

## Литературное творчество
Автор романов, статей в газетах и журналах, сценариев к 4-м фильмам. Среди наиболее популярных романов Э. Вегнер — Norrtullsligan («Мужчины и другие несчастья», 1908), Pennskaftet («Ручка», 1910), повесть в духе народных традиций из жизни крестьян Åsa-Hanna (1918). Использовала творческий псевдоним Девине (Devinez).
Книги и многочисленные статьи Э. Вегнер посвящены проблемам женской эмансипации, гражданским правам, движению за мир, повышению благосостояния людей, охране окружающей среды.

## Избранная библиография
| - Från det jordiska museet (1907) - Norrtullsligan (1908) - Pennskaftet (1910) - Helga Wisbeck (1913) - Mannen och körsbären (1914) - Camillas äktenskap (1915) - Släkten Jerneploogs framgång (1916) - Åsa-Hanna (1918) - Kvarteret Oron (1919) - Den befriade kärleken (1919) - Den förödda vingården (1920) - Nyckelknippan (1921) - Den namnlösa (1922) - Från Seine, Rhen och Ruhr (1923) - Silverforsen (1924) - Natten till söndag (1926) - De fem pärlorna (1927) - Den odödliga gärningen (1928) | - Svalorna flyga högt (1929) - Korpungen och jag (1930) - Gammalrödja (1931) - Dialogen fortsätter (1932) - Mannen vid min sida (1933) - Vändkorset (1934) - Genomskådad (1937) - Hemlighetsfull (1938) - Tusen år i Småland (1939) - Fred med jorden (1940) - Väckarklocka (1941) - Selma Lagerlöf I (1942) - Selma Lagerlöf II (1943) - Hans Larsson (1944) - Vinden vände bladen (1947) - Spinnerskan (1948) - Fredrika Bremer (1949) |